# Гюнтхардт, Маркус
Ма́ркус Гю́нтхардт (нем. Markus Günthardt; род. 10 сентября 1957) — швейцарский теннисист и спортивный администратор, брат Хайнца Гюнтхардта. Член сборной Швейцарии в Кубке Дэвиса, победитель трёх турниров Гран-при в парном разряде.

## Спортивная карьера
За годы юниорской теннисной карьеры Маркус Гюнтхардт успел стать чемпионом Швейцарии среди юношей в возрасте до 16 лет. С осени 1978 года он начал выступления в профессиональных теннисных турнирах, где первых серьёзных успехов добился в 1980 году. В феврале этого года в паре с младшим братом Хайнцем он провёл свою первую игру за сборную Швейцарии в Кубке Дэвиса, принеся команде очко в матче со сборной Израиля. В апреле он выиграл турнир класса «челленджер» в японском городе Симидзу, а в июле того же года завоевал свой первый титул в турнирах Гран-при, победив в паре с Хайнцем на Открытом чемпионате Швеции.
В следующие три года Маркус выиграл в паре с Хайнцем ещё два турнира Гран-при (оба раза — Открытый чемпионат Швейцарии в Гштаде), пять раз проиграв в финалах с тремя разными партнёрами. На турнирах Большого шлема его лучшим результатом стал выход в четвертьфинал Открытого чемпионата Франции в паре с филиппинцем Бейонгом Сиссоном. Его активная игровая карьера продолжалась до конца 1985 года, и на следующий год он уже провёл всего три игры — в том числе свою последнюю игру за сборную Швейцарии. В общей сложности он сыграл за сборную в 15 встречах, одержав 9 побед — все в парном разряде. На индивидуальном уровне он занимал в парном рейтинге АТР 44-е место, но это произошло лишь в 1984 году, на несколько лет позже его лучших достижений.
После окончания игровой карьеры Маркус Гюнтхардт сотрудничал с Ионом Цириаком, занимая в последнее десятилетие XX века и в начале нового столетия ведущие административные посты в дирекции турниров Ассоциации теннисистов-профессионалов и Женской теннисной ассоциации в Штутгарте, Ганновере, Эссене, Мадриде и Фильдерштадте.

## Финалы турниров Гран-при в парном разряде за карьеру (3+5)
| Результат |    | Дата             | Турнир                              | Покрытие | Партнёр         | Соперники в финале             | Счёт в финале |
| --------- | -- | ---------------- | ----------------------------------- | -------- | --------------- | ------------------------------ | ------------- |
| Победа    | 1. | 14 июля 1980     | Открытый чемпионат Швеции, Бостад   | Грунт    | Хайнц Гюнтхардт | Питер Макнамара Джон Фивер     | 6-4, 6-4      |
| Поражение | 1. | 22 сентября 1980 | Женева, Швейцария                   | Грунт    | Хайнц Гюнтхардт | Балаж Тароци Желько Франулович | 4-6, 6-4, 4-6 |
| Победа    | 2. | 6 июля 1981      | Открытый чемпионат Швейцарии, Гштад | Грунт    | Хайнц Гюнтхардт | Дэвид Картер Пол Кронк         | 6-4, 6-1      |
| Поражение | 2. | 12 октября 1981  | Базель, Швейцария                   | Хард(i)  | Павел Сложил    | Хосе Луис Клерк Илие Настасе   | 6-7, 7-6, 6-7 |
| Поражение | 3. | 22 февраля 1982  | Каир, Египет                        | Грунт    | Хайнц Гюнтхардт | Джим Герфейн Дрю Гитлин        | 4-6, 5-7      |
| Поражение | 4. | 5 июля 1982      | Открытый чемпионат Швейцарии        | Грунт    | Хайнц Гюнтхардт | Сэнди Майер Ферди Тайган       | 2-6, 3-6      |
| Поражение | 5. | 25 апреля 1983   | Мадрид, Испания                     | Грунт    | Золтан Кухарски | Хайнц Гюнтхардт Павел Сложил   | 3-6, 3-6      |
| Победа    | 3. | 9 июля 1984      | Открытый чемпионат Швейцарии (2)    | Грунт    | Хайнц Гюнтхардт | Живалду Барбоза Жуан Суарис    | 6-4, 3-6, 7-6 |